# Declaración de París sobre los recursos educativos abiertos
La Declaración de París sobre los recursos educativos abiertos (REA) 2012 es una declaración que urge a los gobiernos para que fomenten la utilización de los REA y realiza una llamada para que los materiales financiados con dinero público sean publicados en un formato que pueda ser reutilizado.

## Creación
En junio de 2012, La Organización de las Naciones Unidas para la Educación, la Ciencia y la Cultura (UNESCO) y el  Commonwealth of Learning (COL) organizaron un Congreso Mundial sobre los REA, este tuvo lugar en la sede de la Unesco en París con el apoyo financiero de la Fundación William and Flora Hewlett. Hasta ese momento, el movimiento por los REA tenía unos diez años, el término había sido acuñado en otra reunión de la UNESCO en 2012 y el congreso redactó y formalmente adoptó una declaración de diez puntos haciendo un llamamiento para sensibilizar a los estados de los beneficios de la educación abierta.

## Contenido
La declaración estuvo influenciada por el artículo 26 de la Declaración de los Derechos Humanos, el cual dice: "Toda persona tiene derecho a la educación"
Además, el Pacto Internacional de Derechos Económicos, Sociales y Culturales en su artículo 13.1,reconoce: “El derecho de toda persona a la educación”.
Con el fin de llevar a cabo estos Derechos, la Declaración recomienda a los Estados, en la medida de sus posibilidades y competencias: 
1. Fomentar el conocimiento y el uso de los recursos educativos abiertos. Promover y utilizar los recursos educativos abiertos para ampliar el acceso a la educación en todos los niveles, tanto formal como no formal, en una perspectiva de aprendizaje a lo largo de toda la vida, contribuyendo así a la inclusión social, a la igualdad entre hombres y mujeres y a la educación para personas con necesidades educativas especiales. Mejorar tanto la rentabilidad y la calidad de la enseñanza como los resultados del aprendizaje a través de un mayor uso de los recursos educativos abiertos.
2. Crear entornos propicios para el uso de las tecnologías de la información y la comunicación (TIC). Reducir la brecha digital mediante el suministro de una infraestructura adecuada, especialmente una conectividad de banda ancha asequible, una amplia disponibilidad de tecnología móvil y el suministro fiable de energía eléctrica. Mejorar la alfabetización mediática e informacional y fomentar la elaboración y el uso de recursos educativos abiertos en formatos digitales de normas abiertas.
3. Reforzar la formulación de estrategias y políticas sobre recursos educativos abiertos. Promover la formulación de políticas específicas para la producción y el uso de recursos educativos abiertos dentro de estrategias más amplias que impulsen la educación.
4. Promover el conocimiento y la utilización de licencias abiertas. Facilitar la reutilización, la revisión, la combinación y la redistribución de materiales educativos en todo el mundo mediante licencias abiertas, de conformidad con una variedad de marcos de referencia que permiten diferentes tipos de usos, al tiempo que se respetan los derechos de los titulares de derechos de autor.
5. Apoyar el aumento de capacidades para el desarrollo sostenible de materiales de aprendizaje de calidad. Apoyar a instituciones y formar y motivar a profesores y demás personal para que produzcan e intercambien materiales educativos accesibles y de alta calidad, teniendo en cuenta las necesidades locales y la diversidad de los estudiantes. Promover la garantía de calidad y la revisión por pares de los recursos educativos abiertos. Alentar la creación de mecanismos para la evaluación y certificación de los resultados del aprendizaje alcanzados mediante recursos educativos abiertos.
6. Impulsar alianzas estratégicas en favor de los recursos educativos abiertos. Sacar provecho de la evolución tecnológica para crear oportunidades que permitan compartir materiales que han sido publicados en diversos formatos con licencias abiertas y asegurar la sostenibilidad a través de nuevas alianzas estratégicas dentro de los sectores de la educación, la industria, las bibliotecas, los medios de comunicación y las telecomunicaciones, y entre ellos.
7. Promover la elaboración y adaptación de recursos educativos abiertos en una variedad de idiomas y de contextos culturales. Favorecer la producción y el uso de recursos educativos abiertos en idiomas locales y en diversos contextos culturales en aras de su pertinencia y accesibilidad. Las organizaciones intergubernamentales deberían promover el intercambio de recursos educativos abiertos entre idiomas y culturas, respetando el conocimiento y los derechos propios de la cultura local.
8. Alentar la investigación sobre los recursos educativos abiertos. Impulsar la investigación sobre la elaboración, el uso, la evaluación y la re-contextualización de los recursos educativos abiertos, así como sobre las posibilidades y los desafíos que estos plantean, y sobre sus repercusiones en la calidad y rentabilidad de la enseñanza y el aprendizaje, para reforzar la base de información empírica en que se funda la inversión pública en los recursos educativos abiertos.
9. Facilitar la búsqueda, la recuperación y el intercambio de recursos educativos abiertos. Promover la elaboración de herramientas de fácil uso que posibiliten la búsqueda y recuperación de recursos educativos abiertos específicos y apropiados para necesidades determinadas. Adoptar normas abiertas adecuadas para favorecer la interoperabilidad y facilitar el uso de los recursos educativos abiertos en formatos diversos.
10. Promover el uso de licencias abiertas para los materiales educativos financiados con fondos públicos. Los gobiernos o las autoridades competentes pueden generar beneficios sustanciales para sus ciudadanos velando porque los materiales educativos producidos con fondos públicos estén disponibles con licencias abiertas (con las restricciones que se consideren necesarias) para aumentar al máximo los efectos de la inversión.

## Impacto
Además de la Declaración de París, la UNESCO y el COL han trabajado en proyectos regionales y nacionales para animar a los gobiernos de todo el mundo a adoptar políticas que incluyan el uso de recursos educativos abiertos. 
Una revisión publicada por la UNESCO en 2015 describe el impacto en las políticas gubernamentales como modesto aunque señala algunos casos de éxito.
En Europa existe Open Education Europa iniciativa de la Comisión Europea y que está apoyado por todos los Ministerios de Educación de la UE.

### En España
- Procomún del INTEF, perteneciente al Ministerio de Educación de España.
- Agrega2 del Ministerio de Educación, Red.es y las comunidades autónomas.
- Centro Nacional para el desarrollo curricular en sistemas no propietarios (CeDeC), perteneciente al INTEF.